# Станция Андского университета
Станция Андского университета — астрономическая обсерватория, основанная в 1985 году около Мериды, Венесуэла (возможно на территории Национальной астрономической обсерватории Ллано Дель Хато). Обсерватория принадлежит колумбийскому Андскому университету.

## Направления исследований
- Изучение изменений климата
- Астрометрия комет

## Основные достижения
- В базе данных Центра малых планет опубликовано только 2 астрометрических измерения кометы Галлея в 1985 году[1]